# Genézio de Barros
Genézio de Barros (Taquaritinga, 11 de junho de 1950) é um ator brasileiro. Com uma vasta carreira no teatro, estreou na televisão apenas em 1996.

## Filmografia

### No Cinema
| Ano  | Título                  | Personagem            |
| ---- | ----------------------- | --------------------- |
| 2024 | Senhoritas              | Ruy                   |
| 2021 | A Suspeita              | Padre Walter Carvalho |
| 2019 | Kardec                  | Padre Boutin          |
| 2018 | Querida Mamãe           | Dr. Evandro           |
| 2011 | Aurora                  | José                  |
| 2009 | Intruso                 | Joel                  |
| 2005 | Achados e Perdidos      | Monteiro              |
| 2004 | Onde Anda Você          | Freire                |
| 2003 | Viva Voz                | Francisco             |
| 2000 | Quase Nada              | Ademir                |
| 1998 | Ação Entre Amigos       | Osvaldo               |
| 1981 | Eles Não Usam Black-Tie | Investigador          |

### Na Televisão
| Ano  | Título                  | Personagem                             |
| ---- | ----------------------- | -------------------------------------- |
| 2023 | Amor Perfeito           | Dr. Ítalo Miranda                      |
| 2021 | Um Lugar ao Sol         | José Renato Meirelles                  |
| 2019 | A Dona do Pedaço        | Ademir Ramirez                         |
| 2017 | O Outro Lado do Paraíso | Raul                                   |
| 2016 | Liberdade, Liberdade    | Diogo Farto                            |
| 2015 | Verdades Secretas       | Oswaldo                                |
| 2013 | Amor à Vida             | Amadeu                                 |
| 2012 | Gabriela                | Coronel Amâncio Leal                   |
| 2011 | Cordel Encantado        | Padre Joaquim                          |
| 2010 | Tempos Modernos         | Pasquale Volpato                       |
| 2010 | Malhação                | Hélio                                  |
| 2009 | Paraíso                 | Alfredo Modesto                        |
| 2008 | A Favorita              | Pedro Pereira da Silva                 |
| 2007 | Sete Pecados            | Diretor do asilo onde Juju é internada |
| 2006 | Carga Pesada            | Damião - Episódio: Infância Roubada    |
| 2006 | O Profeta               | Padre Olavo                            |
| 2005 | Mad Maria               | Thomas                                 |
| 2005 | Bang Bang               | Javier                                 |
| 2001 | Amor e Ódio             | Anselmo                                |
| 2000 | Vidas cruzadas          | Mariano Quaresma                       |
| 1998 | Meu Pé de Laranja Lima  | Paulo                                  |
| 1996 | O Rei do Gado           | Líder dos sem-terra                    |

### No Teatro
| Ano  | Título    | Personagem          |
| ---- | --------- | ------------------- |
| 2018 | O Monstro | Antenor Lott Marçal |